# Dorian Rossel
Pour les articles homonymes, voir Rossel.
 (juin 2022).
La mise en forme du texte ne suit pas les recommandations de Wikipédia : il faut le « wikifier ».
Les points d'amélioration suivants sont les cas les plus fréquents. Le détail des points à revoir est peut-être précisé sur la page de discussion.
- Les titres sont pré-formatés par le logiciel. Ils ne sont ni en capitales, ni en gras.
- Le texte ne doit pas être écrit en capitales (les noms de famille non plus), ni en gras, ni en italique, ni en « petit »…
- Le gras n'est utilisé que pour surligner le titre de l'article dans l'introduction, une seule fois.
- L'italique est rarement utilisé : mots en langue étrangère, titres d'œuvres, noms de bateaux, etc.
- Les citations ne sont pas en italique mais en corps de texte normal. Elles sont entourées par des guillemets français : « et ».
- Les listes à puces sont à éviter, des paragraphes rédigés étant largement préférés. Les tableaux sont à réserver à la présentation de données structurées (résultats, etc.).
- Les appels de note de bas de page (petits chiffres en exposant, introduits par l'outil «  Source ») sont à placer entre la fin de phrase et le point final[comme ça].
- Les liens internes (vers d'autres articles de Wikipédia) sont à choisir avec parcimonie. Créez des liens vers des articles approfondissant le sujet. Les termes génériques sans rapport avec le sujet sont à éviter, ainsi que les répétitions de liens vers un même terme.
- Les liens externes sont à placer uniquement dans une section « Liens externes », à la fin de l'article. Ces liens sont à choisir avec parcimonie suivant les règles définies. Si un lien sert de source à l'article, son insertion dans le texte est à faire par les notes de bas de page.
- La présentation des références doit suivre les conventions bibliographiques. Il est recommandé d'utiliser les modèles {{Ouvrage}}, {{Chapitre}}, {{Article}}, {{Lien web}} et/ou {{Bibliographie}}. Le mode d'édition visuel peut mettre en forme automatiquement les références.
- Insérer une infobox (cadre d'informations à droite) n'est pas obligatoire pour parachever la mise en page.

Pour une aide détaillée, merci de consulter Aide:Wikification.
Si vous pensez que ces points ont été résolus, vous pouvez retirer ce bandeau et améliorer la mise en forme d'un autre article.
Dorian Rossel
Compléments
https://www.supertroptop.com/creations-compagnie-stt/
Dorian Rossel est un metteur en scène et comédien franco-suisse.

## Biographie
Né en 1975 à Zurich, le metteur en scène franco-suisse suit une scolarité en Suisse, en Angleterre, et à Grenoble où il étudie l’Art et la Philosophie.
Diplômé de l’école de théâtre Serge Martin à Genève,, il débute son parcours professionnel comme comédien sur scène, au cinéma et comme clown à l’hôpital.
Il joue notamment pour Julien Basler, Evelyne Castellino, Fred Choffat, Gérard Demierre, Christian Geffroy-Schlittler, Médéric Legros, José Lillo, Olivier Lopez, Lorenzo Malaguerra, Marielle Pinsard, Francis Reusser, Roberto Salomon, Gary Stevens et Robert Sandoz .
Entre 1998 et 2005, il fonde le Collectif Demain on change de nom et crée des pièces «contextuelles» et «hors les murs», entre théâtre, danse et art plastique. Ses performances (30 minutes en boucle pendant 5 à 6 heures) explorent le tissu urbain et jouent à Beyrouth, Moscou, Kiel, Annemasse et Genève.
Il collabore avec Audrey Vernon, Robert Lepage, Yan Duyvendak, Fréderic Recrosio, Martha Arguerich… et enseigne dans plusieurs écoles nationales : ERACM, Saint Etienne, ESAD, Manufacture.
En 2004, il fonde la Cie STT / Super trop top avec Delphine Lanza.
Il est successivement associé à la Comédie de Genève, au Théâtre Vidy- Lausanne, au Théâtre Forum Meyrin, à la Garance, scène nationale de Cavaillon, à la Maison de la culture de Bourges, à la MAL de Thonon-Evian ainsi qu'aux Théâtres Aix-Marseille.
En 2024, il est nommé directeur du Théâtre du Jura, succédant à Robert Sandoz
. À la suite d'accusations de harcèlement sexuel, il annonce renoncer à ce poste « d'un commun accord » avec le conseil de fondation du théâtre, et fait savoir par le biais de son avocat qu'il compte déposer une plainte pour diffamation, voire calomnie. La même année, le théâtre du Crève-Cœur à Cologny renonce à faire représenter sa pièce Roméo LOVE Juliette lors de la saison 2024-2025. 

## Mises en scène

### Avec la Cie STT / Super trop top
- 2021 : Rŭna, Petit Théâtre de Lausanne[14],[15]
- 2020 : Madone[16]
- 2019 : Laterna Magica[17]
- 2018 : Le dernier métro[18]
- 2018 : L’Oiseau migrateur, Théâtre de Sartrouville
- 2016 : Voyage à Tokyo
- 2016 : reprise L’Usage du monde
- 2015 : reprise Je me mets au milieu mais laissez-moi dormir
- 2014 : Une femme sans histoire
- 2014 : Oblomov
- 2013 : Staying Alive
- 2012 : Cosmos
- 2011 : reprise Quartier lointain
- 2010 : L’Usage du monde
- 2010 : La Tempête
- 2010 : Soupçons
- 2009 : La Traversée
- 2009 : Quartier lointain
- 2008 : Libération sexuelle
- 2007 : Je me mets au milieu mais laissez-moi dormir / La Maman et la Putain[19]
- 2007 : Panoramique intime
- 2006 : Gloire & Beauté
- 2004 : Les Jours heureux

### Performances et installations
- 2019 : Billard
- 2018 : Bousquet
- 2005 : Spectateurs
- 2003 : Psychomètre
- 2002 : La guerre et ce qui s’ensuivit

### Enseignement
- 2017 : Aller siffler là haut sur la colline, Comédie de Saint-Etienne
- 2016 : Tout le monde s’embrasse, Festival Plein Tube
- 2015 : Place to be, Actoral et Erac
- 2014 : Extase & Quotidien
- 2016 : Tempête (dans les classes)
- 2011 : L’Avare (dans les classes)

### Avec le Collectif Demain on change de nom
- 2005 : Science / fiction !
- 2004 : Cauchemar au théâtre
- 2003 : Hors Les Murs Beyrouth
- 1999-2005 : H.L.M 1 à H.L.M
- 1999-2000 : Le Carré